# Горнє Виново
Горнє Виново (хорв. Gornje Vinovo) — населений пункт у Хорватії, у Шибеницько-Книнській жупанії у складі громади Унешич.

## Населення
Населення за даними перепису 2011 року становило 33 осіб.
Динаміка чисельності населення поселення:

## Клімат
Середня річна температура становить 12,42 °C, середня максимальна – 26,65 °C, а середня мінімальна – -1,11 °C. Середня річна кількість опадів – 884 мм.
| Клімат поселення                              | Клімат поселення | Клімат поселення | Клімат поселення | Клімат поселення | Клімат поселення | Клімат поселення | Клімат поселення | Клімат поселення | Клімат поселення | Клімат поселення | Клімат поселення | Клімат поселення | Клімат поселення |
| Показник                                      | Січ.             | Лют.             | Бер.             | Квіт.            | Трав.            | Черв.            | Лип.             | Серп.            | Вер.             | Жовт.            | Лист.            | Груд.            |                  |
| Середній максимум, °C                         | 8,80             | 9,12             | 12,06            | 15,59            | 20,46            | 24,34            | 26,65            | 26,48            | 21,70            | 17,18            | 12,04            | 9,17             |                  |
| Середня температура, °C                       | 3,84             | 4,14             | 7,08             | 10,65            | 15,50            | 19,38            | 22,54            | 22,37            | 17,58            | 13,06            | 7,92             | 5,06             |                  |
| Середній мінімум, °C                          | −1,11            | −0,82            | 2,13             | 5,67             | 10,54            | 14,42            | 18,40            | 18,24            | 13,46            | 8,93             | 3,78             | 0,93             |                  |
| Норма опадів, мм                              | 73               | 65               | 70               | 76               | 62               | 62               | 41               | 54               | 80               | 95               | 112              | 94               |                  |
| Середньомісячна швидкість вітру, м/с          | 2.64             | 2.86             | 2.97             | 2.84             | 2.54             | 2.25             | 2.25             | 2.15             | 2.37             | 2.49             | 2.94             | 2.95             |                  |
| Середньомісячна сонячна радіація, кДж/м²·день | 5470             | 8234             | 11832            | 16228            | 20077            | 22630            | 24018            | 21177            | 15881            | 10370            | 5859             | 4640             |                  |
| --------------------------------------------- | ---------------- | ---------------- | ---------------- | ---------------- | ---------------- | ---------------- | ---------------- | ---------------- | ---------------- | ---------------- | ---------------- | ---------------- | ---------------- |
| Джерело:                                      |                  |                  |                  |                  |                  |                  |                  |                  |                  |                  |                  |                  |                  |